# Cardiospermum bahianum
Cardiospermum bahianum är en kinesträdsväxtart som beskrevs av Ferrucci & Urdampill.. Cardiospermum bahianum ingår i släktet ballongrankor, och familjen kinesträdsväxter. Inga underarter finns listade i Catalogue of Life.